# Institut des hautes études chinoises
L'Institut des hautes études chinoises (IHEC) a été fondé en 1921 par Paul Pelliot et Marcel Granet. Il a été placé sous l'administration du Collège de France en 1972. Il abrite une des plus importantes bibliothèques sinologiques d'Europe, située au 52 rue du Cardinal-Lemoine dans le 5e arrondissement de Paris, et dont l'accès est réservé aux professeurs, chercheurs, étudiants de 3e cycle.